# Canal du prix des actifs
Le canal du prix des actifs (ou canal financier) est un des canaux de transmission par lesquels une politique monétaire se répercute dans l'économie réelle. Le canal du crédit est tel qu'un changement des taux d'intérêt décidé par la banque centrale modifie les conditions de l'offre de crédit, c'est-à-dire la propension des banques à prêter de l'argent.

## Concept
La banque centrale peut moduler ses taux directeurs en fonction de ses objectifs. La modification des taux directeurs se répercute sur les marchés financiers à travers plusieurs effets, qui ont trait ou bien au coût du capital, ou bien à un effet de richesse. En effet, une baisse des taux réduit la rémunération des obligations, ce qui conduit les agents économiques à modifier leur portefeuille d'actifs en faveur des actions, apportant ainsi du financement aux entreprises. Une hausse de la masse monétaire conduit également les agents à investir leur surplus dans les actifs dont la rémunération est la plus élevée, à savoir les actions. De plus, une hausse du cours des actions enrichit leurs détenteurs, les incitant à consommer et donc à relancer l'économie.

## Effets

### Effet du coût du capital
Le canal du prix des actifs peut avoir un effet sur le coût du capital. Cette théorie s'appuie sur le Q de Tobin. Tobin (1969) définit le Q comme la valorisation d'une entreprise (sa capitalisation boursière si elle est cotée en bourse) divisée par le coût du remplacement du capital. Si le Q est élevé, cela signifie que la valorisation d'une entreprise est élevée par rapport au prix qu'elle doit payer pour remplacer son capital (investir, acheter un nouvel entrepôt, etc.). En d'autres termes, eu égard à la valeur de ses actions en bourse, les investissements de l'entreprise coûtent peu cher. Ainsi, si l'entreprise choisit de se financer sur les marchés financiers, elle pourra émettre des actions pour se financer et leur valeur sera élevée par rapport au coût des investissements qui seront réalisés. Avec un Q élevé, l'entreprise peut investir à bas prix.
Or, la politique monétaire influe sur le Q de Tobin. Selon l'école monétariste, lorsque la banque centrale pratique une politique monétaire expansionniste et qu'elle augmente la masse monétaire, les agents économiques vont chercher à dépenser leur surplus de monnaie sur les marchés financiers. Ils achètent alors des actifs tels que des actions ; cette hausse de la demande d'actions pousse à la hausse leur valeur, et donc augmente le Q de Tobin, facilitant les conditions d'investissement des entreprises, ce qui stimule la croissance. Dans une logique keynésienne, la politique monétaire expansionniste fait baisser les taux d'intérêt sur les marchés financiers, ce qui rend les obligations moins rémunératrices par rapport aux actions. Les investisseurs se déportent alors sur les actions, ce qui fait augmenter leur prix et augmenter le Q de Tobin.

### Effet richesse
L'effet richesse est un autre canal de transmission de la politique monétaire à travers le prix des actifs. Selon le modèle du cycle de vie de Franco Modigliani (1971), la consommation des ménages et des entreprises est déterminée par les ressources auxquelles les consommateurs ont accès tout au long de leur vie. Une part importante de leurs ressources est sous forme d'actions. Lorsque la valeur des actions augmente, les agents bénéficient d'un effet de richesse, car leurs ressources totales augmente ce qui doit mener à une hausse subséquente de la consommation.